# Якшур-Бодьинский район
Якшур-Бодьинский район (удм. Якшур-Бӧдья ёрос) — административно-территориальная единица и муниципальное образование (муниципальный округ, в 2005—2021 гг. — муниципальный район) в Удмуртской Республике Российской Федерации.
Административный центр — село Якшур-Бодья.

## География
Район расположен в центральной части республики и граничит с Игринским районом на севере, Шарканским на северо-востоке, Воткинским на юго-востоке, Завьяловским на юге, Увинским на юго-западе и Селтинским на северо-западе. Южная часть района расположена в Центрально-Удмуртской низменности, а северная — на Тыловайской возвышенности. По территории района протекают реки — Иж, Лоза и множество их притоков.
Площадь района — 1780,10 км². Лесистость района 65,7 %, при средней по Удмуртии — 46,8 %.

## История
Якшур-Бодьинский район образован 15 июля 1929 года из 13 сельсоветов Сосновской, Старозятцинской и Якшур-Бодьинской волостей Ижевского уезда. 1 февраля 1963 года район был упразднён, его сельсоветы разделены между Игринским сельским, Игринским промышленным районами и городом Ижевск. 12 января 1965 года район был восстановлен, но уже в новых границах.
В рамках организации местного самоуправления с 2005 до 2021 гг. функционировал муниципальный район. Законом Удмуртской Республики от 11 мая 2021 года муниципальный район и все входящие в его состав сельские поселения к 25 мая 2021 года был упразднены и через объединение преобразованы в муниципальный округ Якшур-Бодьинский район.

## Население
| 1959    | 1970    | 1979    | 1989    | 2002    | 2009    | 2010    | 2011    | 2012    |
| ------- | ------- | ------- | ------- | ------- | ------- | ------- | ------- | ------- |
| 25 557  | ↘25 467 | ↘22 530 | ↗22 964 | ↘22 599 | ↗22 802 | ↘21 467 | ↗21 493 | ↗21 496 |
| 2013    | 2014    | 2015    | 2016    | 2017    | 2018    | 2019    | 2020    | 2021    |
| ↗21 566 | ↘21 501 | ↗21 514 | ↘21 501 | ↘21 280 | ↘21 036 | ↘20 786 | ↘20 486 | ↘19 719 |
| 2024    |         |         |         |         |         |         |         |         |
| ↘19 293 |         |         |         |         |         |         |         |         |

Демография
В 2011 году рождаемость составила 18,6 ‰, смертность — 16,8 ‰, естественный прирост населения — 1,8 ‰, при среднем по Удмуртии — 1,0 ‰. В 2011 году зафиксирована миграционная убыль (разница между числом выбывших и прибывших на территорию района) в 24 человека.

### Национальный состав
По результатам переписи 2020 года, среди населения района русские составляли 55,9 %, удмурты — 41,1 %, татары — 1,6 %. Якшур-Бодьинский район один из 13 сельских районов республики, где русские составляют большинство.

## Административное деление
В Якшур-Бодьинский район как административно-территориальную единицу входят 12 сельсоветов. Сельсоветы (сельские администрации) одноимённы образованным в их границах сельским поселениям.
В муниципальный район до 2021 года входили 12 муниципальных образований со статусом сельских поселений.
| №  | Сельское поселение | Административный центр  | Количество населённых пунктов | Население | Площадь, км2 |
| -- | ------------------ | ----------------------- | ----------------------------- | --------- | ------------ |
| 1  | Большеошворцинское | деревня Большие Ошворцы | 7                             | ↘569      | 63,60        |
| 2  | Варавайское        | деревня Варавай         | 7                             | ↘575      | 124,56       |
| 3  | Кекоранское        | село Кекоран            | 8                             | ↘1148     | 123,25       |
| 4  | Лынгинское         | село Лынга              | 3                             | ↘932      | 57,49        |
| 5  | Мукшинское         | деревня Мукши           | 9                             | ↘1010     | 195,68       |
| 6  | Пушкарёвское       | деревня Пушкари         | 6                             | ↘774      | 80,56        |
| 7  | Селычинское        | село Селычка            | 5                             | ↘1353     | 171,63       |
| 8  | Старозятцинское    | село Старые Зятцы       | 14                            | ↘1728     | 286,80       |
| 9  | Чернушинское       | село Новая Чернушка     | 4                             | ↘1474     | 65,37        |
| 10 | Чуровское          | село Чур                | 6                             | ↘2343     | 349,39       |
| 11 | Якшур-Бодьинское   | село Якшур-Бодья        | 3                             | ↗7752     | 138,11       |
| 12 | Якшурское          | деревня Якшур           | 9                             | ↘1351     | 123,66       |

### Населённые пункты
В Якшур-Бодьинский район входит 81 населённый пункт.
| №  | Населённый пункт | Тип     | Население | Сельское поселение |
| -- | ---------------- | ------- | --------- | ------------------ |
| 1  | Алгазы           | деревня | ↗202      | Старозятцинское    |
| 2  | Альман           | деревня | ↘58       | Якшурское          |
| 3  | Артемьевцы       | деревня | ↘2        | Старозятцинское    |
| 4  | Бабашур          | деревня | ↗1        | Якшурское          |
| 5  | Бегеш            | деревня | →0        | Большеошворцинское |
| 6  | Бегешка          | деревня | ↘10       | Селычинское        |
| 7  | Билигурт         | деревня | ↘6        | Варавайское        |
| 8  | Богородское      | деревня | ↘50       | Кекоранское        |
| 9  | Большая Итча     | деревня | ↘15       | Чуровское          |
| 10 | Большие Ошворцы  | деревня | ↗481      | Большеошворцинское |
| 11 | Варавай          | деревня | ↗326      | Варавайское        |
| 12 | Вожьяк           | деревня | ↘21       | Чуровское          |
| 13 | Выжоил           | деревня | ↘200      | Якшурское          |
| 14 | Гожмувыр         | деревня | ↗32       | Большеошворцинское |
| 15 | Гопгурт          | деревня | ↘6        | Старозятцинское    |
| 16 | Давыденки        | деревня | ↘25       | Старозятцинское    |
| 17 | Даниловцы        | деревня | ↘49       | Варавайское        |
| 18 | Дмитриевка       | деревня | ↗24       | Мукшинское         |
| 19 | Заря             | село    | ↗349      | Чернушинское       |
| 20 | Зеглуд           | деревня | ↗211      | Варавайское        |
| 21 | Иж-Забегалово    | деревня | ↗89       | Большеошворцинское |
| 22 | Кадилово         | деревня | →0        | Мукшинское         |
| 23 | Канифольный      | село    | ↗458      | Селычинское        |
| 24 | Каравай          | деревня | ↘27       | Старозятцинское    |
| 25 | Карашур          | деревня | ↘57       | Якшур-Бодьинское   |
| 26 | Кекоран          | деревня | ↘18       | Кекоранское        |
| 27 | Кекоран          | село    | ↗258      | Кекоранское        |
| 28 | Кенервай         | деревня | ↘17       | Пушкарёвское       |
| 29 | Кесвай           | деревня | ↗79       | Якшурское          |
| 30 | Кесшур           | деревня | →0        | Старозятцинское    |
| 31 | Кечшур           | деревня | ↗31       | Пушкарёвское       |
| 32 | Кионгоп          | деревня | →0        | Пушкарёвское       |
| 33 | Кочиш            | деревня | ↘49       | Варавайское        |
| 34 | Красный          | хутор   | →0        | Большеошворцинское |
| 35 | Кузьминцы        | деревня | ↘39       | Старозятцинское    |
| 36 | Кургальск        | деревня | ↗1        | Кекоранское        |
| 37 | Куртеково        | деревня |           | Старозятцинское    |
| 38 | Кутоншур         | деревня | ↘19       | Мукшинское         |
| 39 | Кыква            | деревня | ↗319      | Мукшинское         |
| 40 | Лигрон           | деревня | ↘88       | Старозятцинское    |
| 41 | Липовка          | деревня | ↗62       | Якшур-Бодьинское   |
| 42 | Лудошур          | деревня | ↗7        | Большеошворцинское |
| 43 | Лынвай           | деревня | ↘48       | Старозятцинское    |
| 44 | Лынга            | село    | ↗1088     | Лынгинское         |
| 45 | Лысово           | деревня | ↗17       | Кекоранское        |
| 46 | Люкшудья         | село    | ↘365      | Чернушинское       |
| 47 | Малая Итча       | деревня | ↘128      | Чуровское          |
| 48 | Малые Ошворцы    | деревня | ↗88       | Пушкарёвское       |
| 49 | Маяк             | село    | ↗496      | Пушкарёвское       |
| 50 | Мукши            | деревня | ↗600      | Мукшинское         |
| 51 | Нижний Пислеглуд | деревня | ↗232      | Якшурское          |
| 52 | Новая Вожойка    | деревня | ↗115      | Чернушинское       |
| 53 | Новая Чернушка   | село    | ↗609      | Чернушинское       |
| 54 | Новое Пастухово  | деревня | ↘4        | Лынгинское         |
| 55 | Новокаравайский  | выселок | ↗14       | Старозятцинское    |
| 56 | Новокулюшево     | деревня | ↘3        | Лынгинское         |
| 57 | Патраки          | деревня | ↘59       | Якшурское          |
| 58 | Пислеглуд        | деревня | ↗56       | Кекоранское        |
| 59 | Порва            | выселок | ↗32       | Старозятцинское    |
| 60 | Порва            | деревня | ↗436      | Кекоранское        |
| 61 | Пушкари          | деревня | ↗355      | Пушкарёвское       |
| 62 | Рудинский        | деревня | ↗18       | Большеошворцинское |
| 63 | Селычка          | село    | ↗782      | Селычинское        |
| 64 | Сильшур-Вож      | деревня | →12       | Мукшинское         |
| 65 | Солнечный        | село    | ↗179      | Селычинское        |
| 66 | Соловьи          | деревня | ↗1        | Якшурское          |
| 67 | Средний Уйвай    | деревня | ↗1        | Варавайское        |
| 68 | Старая Вожойка   | деревня | →0        | Селычинское        |
| 69 | Старокаравайский | выселок | ↗60       | Старозятцинское    |
| 70 | Старые Зятцы     | село    | ↗1315     | Старозятцинское    |
| 71 | Сюровай          | деревня | ↗374      | Кекоранское        |
| 72 | Сямпи            | деревня | ↘2        | Мукшинское         |
| 73 | Угловая          | село    | ↘137      | Чуровское          |
| 74 | Урсо             | деревня | ↗19       | Мукшинское         |
| 75 | Филимоновцы      | деревня | →0        | Варавайское        |
| 76 | Чекерово         | деревня | ↗125      | Мукшинское         |
| 77 | Чекерово         | хутор   | →0        | Якшурское          |
| 78 | Чернушка         | деревня | ↘7        | Чуровское          |
| 79 | Чур              | село    | ↗2100     | Чуровское          |
| 80 | Якшур            | деревня | ↗722      | Якшурское          |
| 81 | Якшур-Бодья      | село    | ↗7638     | Якшур-Бодьинское   |

Упразднённые населённые пункты
- 2004 год — деревни Шундошур, Верхний Уйвай, Нижний Уйвай, Кечшур-Деньгино, Гожношур, Прыч, Силодзил, Покровцы, Шудег, Лумпово, Новая Деревня, Ишем[35]; посёлки Берёзка, Заводский, Силикатный и Сосновый[36].

## Символика района
Флаг утверждён 23 декабря 2005 года и внесён в Государственный геральдический регистр Российской Федерации с присвоением регистрационного номера 2105.
«Прямоугольное полотнище с отношением ширины к длине 2:3, состоящее из двух горизонтальных полос: зелёного (вверху, шириной в 3/4 от ширины полотнища) и синего цветов. Вдоль древка — вертикальная полоса жёлтого цвета шириной в 1/4 от ширины полотнища. В центре зелёной полосы — фигура из герба муниципального образования „Якшур-Бодьинский район“: обернувшаяся куница жёлтого цвета с поджатым хвостом».
Голубой цвет обозначает цвет голубого неба, отражающегося в водоёме, а также является символом основного источника жизни — воды. Голубой цвет — символ чистоты нравственных устоев.
Жёлтый цвет — цвет золота, спелой ржи, символ трудолюбия, плодородия земли, цвет солнца и символ жизни.
Силуэт куницы — пушного зверя — символ социально-экономических отношений, так как пушнина издавна является аналогом денег у удмуртов, в жизни которых охота занимает особое место.
Зелёный цвет — цвет леса, одного из основных богатств района, символ воплощения оберегающих сил спокойствия.
В комплексе голубой, зелёный и жёлтый цвета полотнища флага символизируют земное воплощение дружбы, взаимовлияния и взаимопомощи народов, населяющих район.

## Местное самоуправление
Государственная власть в районе осуществляется на основании Устава, структуру органов местного самоуправления муниципального района составляют:
1. Районный Совет депутатов — представительный орган местного самоуправления, в составе 30 депутата, избирается каждые 5 лет.
2. Глава муниципального образования — высшее должностное лицо района, избирается Советом из своего состава. Должность Главы района занимает Ефремов Владимир Георгиевич.
3. Администрация муниципального образования — исполнительно-распорядительный орган муниципального района. Глава Администрации района назначается на должность Советом по результатам конкурса. Должность Главы Администрации района занимает Леконцев Андрей Витальевич.

Символика района
Официальными символами муниципального района являются герб и флаг, отражающие исторические, культурные, национальные и иные местные традиции и особенности. Порядок официального использования герба и флага муниципального района устанавливается решением Якшур-Бодьинского районного Совета депутатов.

## Социальная инфраструктура
Система образования района включает 17 школ, в том числе 10 средних и 19 детских садов. К учреждениям дополнительного образования относятся: музыкальная школа, детско-юношеская спортивная школа и центр детского творчества. Медицинскую помощь населению оказывают 4 больницы и 26 фельдшерско-акушерских пунктов. Также в районе действуют 21 дом культуры и клубных учреждения, 20 библиотек, социальный приют, психоневрологический интернат «Маяк», детский дом-интернат «Канифольный» и музей.

## Экономика
Промышленность
На территории района зарегистрировано более двухсот предприятий и организаций различных форм собственности. Основа промышленного потенциала района — нефтедобыча. Развиваются также деревообрабатывающая промышленность, производство силикатного кирпича, хлебобулочных изделий, асфальтобетона. 11 % населения занято в малом и среднем бизнесе.
Сельское хозяйство
В агропромышленном комплексе занято более 900 человек. Основное производственное направление сельскохозяйственных предприятий района молочное, мясное, зерновое.
Производством сельскохозяйственной продукции на территории района занимается 10 сельскохозяйственных предприятий
Площадь сельскохозяйственных угодий составляет 47,8 тысяч га, Выращиваются зерновые, овощи, картофель. В начале 2010 года поголовье крупного рогатого скота составляло 5138 голов, в том числе 2110 коров.